# Psychotria crassifolia
Psychotria crassifolia är en måreväxtart som beskrevs av Friedrich Anton Wilhelm Miquel. Psychotria crassifolia ingår i släktet Psychotria och familjen måreväxter.

## Underarter
Arten delas in i följande underarter:
- P. c. crassifolia
- P. c. culionensis